# Gul snapper
Gul snapper (Lutjanus argentiventris) är en fisk i familjen Lutjanidae (ofta kallad snappers) som finns längs Amerikas västkust från södra Kalifornien till Peru.

## Utseende
Den gula snappern har en förhållandevis hög kroppsform med tämligen kraftigt sluttande panna. Ryggfenan består av 10 taggstrålar, följda av 14 mjukstrålar. Analfenan har en liknande uppbyggnad med 3 taggstrålar och 8 mjukstrålar. Bröst- och analfenor är rundade, stjärtfenan något urgröpt. Kroppen är ljusröd på frampartiet med ett blått, vertikalt streck under ögat; färgen övergår till orange eller gult bakåt. Fenorna är gula till orange och munhålan är vit. Den kan som mest bli 71 cm lång och väga 13 kg.

## Vanor
Arten lever vid kustnära rev på hårda bottnar ner till 60 m. Den tål sötvatten, och ungfiskarna uppehåller sig i flodernas nedre lopp och kring mangroveskogar. Arten bildar stim under dagen; ensamma fiskar söker skydd i grottor. Födan, som fångas både dag och natt, består av fiskar, räkor, krabbor och blötdjur.

## Utbredning
Utbredningsområdet omfattar östra Stilla havet längs Amerikas västkust sällsynt från södra Kalifornien i USA och mera allmänt från Baja California i Mexiko över Isla del Coco och Galápagosöarna till Peru.

## Betydelse för människan
Den gula snappern betraktas som en god matfisk och är föremål för ett omfattande, kommersiellt fiske, främst med långrev, nät och trålning. Den är även en populär sportfisk.

## Status
Arten är klassificerad som livskraftig ("LC") av IUCN. Mangroven går emellertid tillbaka i dess utbredningsområde, något som ses som ett potentiellt hot mot ungfiskarna, och IUCN rekommenderar därför noggrann övervakning.